# Otrar
Otrar vagy Utrar (kazah nyelven: Отырар, Otyrar, vagy más néven Farab, az egykori Közép-Ázsia történelmének fontos városa, amely egykor a betelepült és mezőgazdasági civilizációk határán egy nagy oázis központja volt, egy olyan kulcsfontosságú pont, amely összekötötte Kazahsztánt Kínával, Európával, a Közel-Kelettel, Szibériával és az Urállal.
Az Otrar oázis nem egyetlen várost, hanem egy 200 négyzetkilométeres területet foglal magába, ahol középkori városok régészeti maradványai és öntözési létesítményei találhatók. A fő város Otrar volt, további városok Kuyruk-Tobe, Altyn - Tobe, Pshakshi-Tobe, Mardan-Kuyk, Kok-Mardan.
Az egykor virágzó oázis városok helyén azonban ma már csak fűvel benőtt romok maradtak. A mai Otrar környékére érkezőket csupán a homokba temetett városok és települések fennmaradt romjai, kastélyainak és őrtornyainak maradványai fogadják.

## Fekvése
Otrar oázisa Dél-Kazahsztán tartomány Kusulkum kerületében található. Csimkenttől 120 km-re északnyugatra, Turkesztántól 50 km-re található.
Az egykori települést a régi feljegyzések a hét folyó (Zhetysu) találkozása közelében fekvő városként említik.
Otrar a Szir-darja torkolatvidékén fekvő Arys folyó mellékén fekszik. A folyók különleges szerepet játszottak Otrar és az egész régió életében. A folyók vizeit öntözésre használták. E folyók arról is ismertek voltak, hogy halakban bővelkedtek, partjait gazdag növényzet borította, és számos madár és állat otthona volt. 
Otrart számos, például középkori arab, perzsa és török szerzők forrásai is említik. Ezek a források a Zsetiszu (Hét Folyó) városainak egyikeként említik. A város a selyemút karavánútjainak metszéspontjában épült. A két nagy folyó találkozásánál fekvő Otrar a nagy mezőgazdasági régió központja volt, a Karatau-hegység lábánál, ezáltal a sztyeppéken vándorló nomádok egyik pihenőhelye lett. Otrarból az Arys mentén Tarazba, Balasagunba és tovább a kínai Hszincsiangba vezettek az utak; a Szir-darja mentén egy régi út vezetett fel Sasba, Sogdba, majd Mervbe és Nishapurba, egy másik út pedig Pre-Aralba és Urálba. Egy másik jól ismert út Kzilkumon keresztül vezetett nyugat felé Horezmig, majd a Volga vidékére, a Fekete-tengerrhez és a Kaukázusba.

## Története

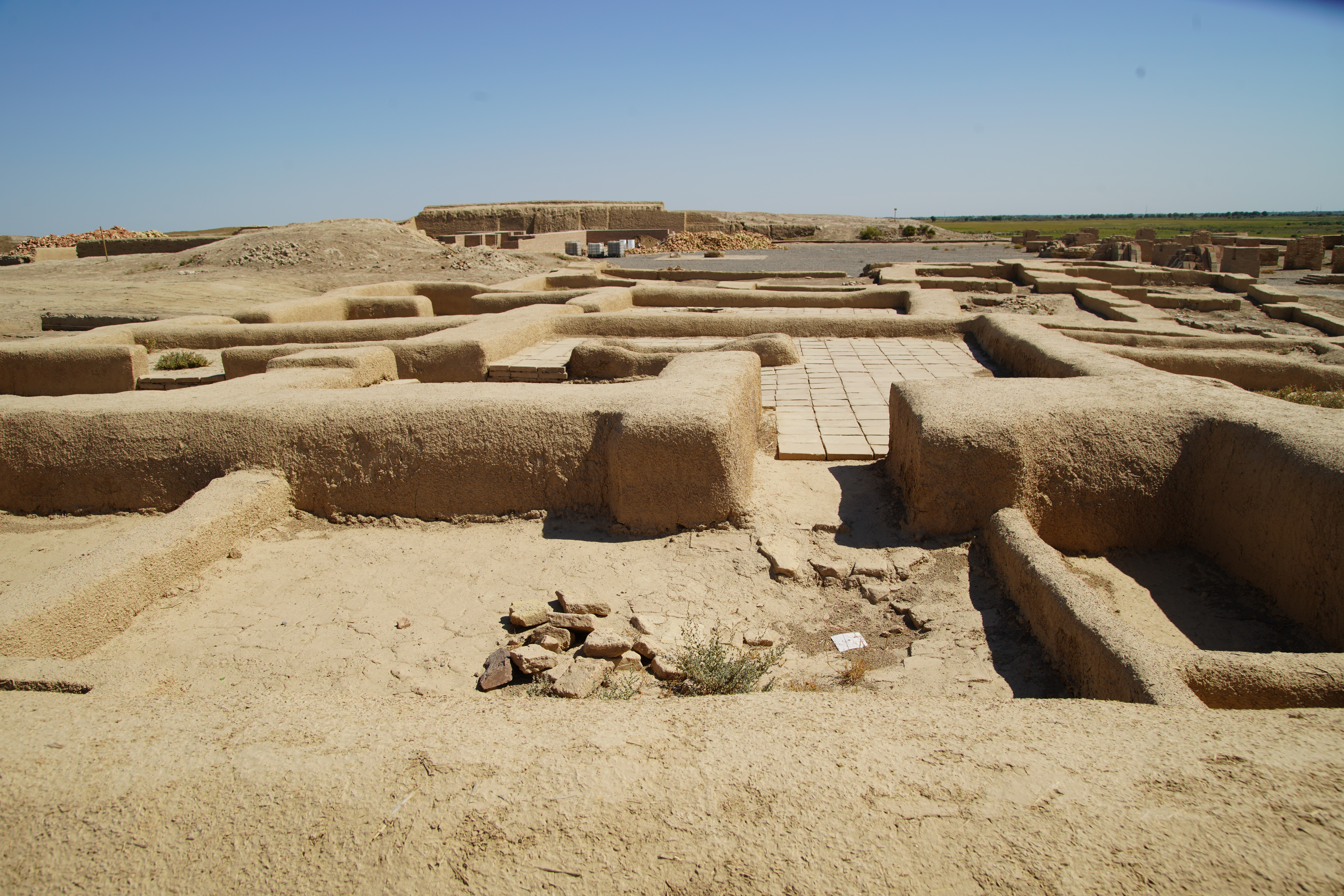
Otrar romjai

A terület első ismert államát a kínai tudósok Kangju néven ismerték, amelynek központja a Szir-darja (más néven Kang folyó) volt. Kangju a Kr.e. 1. századtól a Kr.u. 5. századig létezett. Fővárosa állítólag Bityánban vagy annak közelében volt. Miután Kangju több különböző támadóhullámnak volt kitéve, több független állammá bomlott szét, amelyek főként a Szir-darja völgyében és annak mellékfolyóin, Kelesben és Atysiben helyezkedtek el. Úgy tűnik, népe eltörökösödött, majd később Kangarok néven vált ismertté.
Egyes feljegyzések "Farab" korábbi nevének meghatározását mutatják be, ezek úgy gondolják, hogy az Otrarban és az oázis néhány városában gyűjtött érmék egy csoportja e feljegyzések idejéből származik, ezek előlapján masni, a hátoldalon pedig oroszlán képe látható. A második típusú érmék hátoldalán "X" jel található; ezek egy helyi uralkodó pénzverdéjéből származhatnak. Feltételezések szerint a második típusú érméket a türk Kangu Tarban állam uralkodói verték, amelynek lakossága a kangar volt. Az érmék tanúsága szerint a 6-8. században Kangu Tarbant a Kangarok helyi dinasztiája uralta, és fővárosuk egy Turarband nevű tarbani város lett, amelyet később Otrarnak neveztek el. Az aranyhordák idejétől kezdve Otrar romjai vonzóak voltak az ősi uralkodók kincseiről, az eltemetett aranyérmékről és ékszerekről szóló pletykák miatt. Az ilyen legendák forrását talán a különféle érmék és ékszerek régészeti leletei is megerősítették.

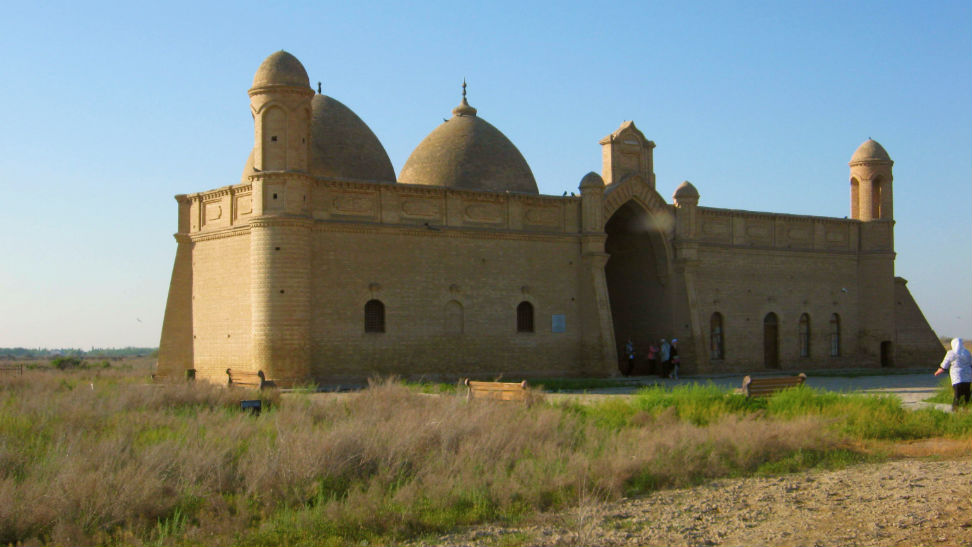
Arisztan-Bab mauzóleuma

A 9. és 10. század között különböző források Otrart az egyik Ispidjab városként említik. Ez valószínűleg összefügg azzal, hogy a város először a kalifátusnak, majd a szamanidáknak hódolt be. Ahogyan korábban is, most is Otrar maradt a kerület központja, amely "körülbelül minden irányban egynapos utazásnyi területet " foglalt magába, amit a krónikások sokszor emlegetnek. A város arról is ismert, hogy saját pénzérmét is vert. Otrar volt az a kulturális központ, ahol Abu Naszr al-Farabi született, és itt prédikált Arisztan-Bab, az iszlám kultúra fontos képviselője is.